# Grilo-do-campo
O grilo-do-campo (Gryllus campestris) é um grilo dos campos da Europa central e meridional. Tais insetos apresentam hábitos diurnos e subterrâneos e um canto peculiarmente estridente.